# Championnats du monde de cyclisme sur route 1980
Navigation
Valkenburg 1979 Prague 1981
Les championnats du monde de cyclisme sur route 1980 ont eu lieu les 30 et 31 août 1980 à Sallanches en France. Seules l'épreuve réservée aux professionnels et la course féminine sont organisées en raison des Jeux olympiques de Moscou.

## Résultats
| Épreuves :               | Or                     | Or              | Argent                          | Argent       | Bronze                        | Bronze       |
| Épreuve masculine        |                        |                 |                                 |              |                               |              |
| Hommes - course en ligne | Bernard Hinault France | 7 h 32 min 16 s | Gianbattista Baronchelli Italie | à 1 min 01 s | Juan Fernández Martín Espagne | à 4 min 25 s |
| Épreuve féminine         |                        |                 |                                 |              |                               |              |
| Femmes - course en ligne | Beth Heiden États-Unis | 1 h 45 min 15 s | Tuulikki Jahre Suède            | m.t.         | Mandy Jones Royaume-Uni       | m.t.         |

## Tableau des médailles
| Rang  | Nation      | Or | Argent | Bronze | Total |
| ----- | ----------- | -- | ------ | ------ | ----- |
| 1     | France      | 1  | 0      | 0      | 1     |
| 1     | États-Unis  | 1  | 0      | 0      | 1     |
| 3     | Italie      | 0  | 1      | 0      | 1     |
| 3     | Suède       | 0  | 1      | 0      | 1     |
| 5     | Royaume-Uni | 0  | 0      | 1      | 1     |
| 5     | Espagne     | 0  | 0      | 1      | 1     |
| Total | Total       | 2  | 2      | 2      | 6     |